# Illbient
Illbient – gatunek eksperymentalnej muzyki elektronicznej powstały na początku lat 90. XX wieku w Nowym Jorku, skupiony szczególnie wokół muzycznego kolektywu Soundlab z brooklyńskiej dzielnicy Williamsburg.
Nazwa illbient wywodzi się z połączenia nazwy gatunku ambient z przymiotnikiem ill (dosłownie chory), który ma jednak w środowisku hip hopowym pozytywne konotacje. Miał ją wymyślić jeden z pionierów gatunku DJ Spooky lub DJ Olive.
Gatunek łączy w sobie elementy industrialnego hałasu, dubowej produkcji oraz powtarzalnych ambientowych linii melodycznych, które jednak częściej niż w samym ambiencie wzbogacone są o beaty (czasem szybkie przypominające partie drum'n'bassowe). Często występują także loopy, w muzyce rzadko korzysta się jednak z wokalu; jeśli już, to najczęściej w roli sampla. Illbient może czasem sprawiać wrażenie niepokojącego i ma na celu oddanie natury miasta poprzez ekologię muzyki. Gatunek powiązany jest pochodzeniem z brytyjskim trip hopem, który ma jednak bardziej narkotyczny i taneczny charakter. Illbient zyskał szerszą rozpoznawalność po wydaniu przez Asphodel Records w 1996 kompilacji Incursions in Illbient.
Najbardziej znanym przedstawicielem gatunku jest DJ Spooky, oprócz niego do najważniejszych twórców gatunku należą: DJ Olive, We, Byzar, Sub Dub, Scorn, Techno Animal, kolektyw Wordsound.